# 2017年紐約市襲擊
2017年紐約市襲擊是2017年10月31日發生在美國纽约的孤狼式恐怖襲擊。一名男子駕駛一輛租來的皮卡衝入曼哈顿下城一條單車徑進行車輛衝撞攻擊，造成8人喪生，11人受傷。遇害者包括5名阿根廷國民和1名比利时國民。
該輛皮卡與一輛校车碰撞後停下，司機下車，被警察開槍擊中腹部後被捕。警方在現場發現一支彩彈氣槍和一支彈丸氣槍。疑犯是29歲的塞弗洛·哈比布萊維克·薩伊波夫（Sayfullo Habibullaevic Saipov），是來自乌兹别克斯坦的移民，於2010年以「多元化移民簽證」移民美國。
據報疑犯曾以阿拉伯語大叫「真主至大」。調查人員在皮卡附近發現以阿拉伯語手寫的字條，表達效忠伊斯兰国。

## 反應
美國總統唐納德·川普表示希望與國會合作，廢除「多元化移民簽證」制度。